# Села-при-Хинях
Села-при-Хинях (словен. Sela pri Hinjah) — поселення в общині Жужемберк, регіон Південно-Східна Словенія, Словенія. Висота над рівнем моря: 438,2 м.